# 망팃현
망팃현(베트남어: Huyện Mang Thít / 縣斌沏)은 베트남 메콩강 삼각주 빈롱성의 현이다.

## 행정 구역
망팃현은 1시진, 8사를 관할하고 있다.

### 시진
- 까이늄 시진 (Thị trấn Cái Nhum, 丐𣐅市鎭)

### 사
- 안프억 사 (Xã An Phước, 安福社)
- 빈프억 사 (Xã Bình Phước, 平福社)
- 짜인안 사 (Xã Chánh An, 政安社)
- 호아띤 사 (Xã Hòa Tịnh, 和淨社)
- 롱미 사 (Xã Long Mỹ, 隆美社)
- 미안 사 (Xã Mỹ An, 美安社)
- 미프억 사 (Xã Mỹ Phước, 美福社)
- 년푸 사 (Xã Nhơn Phú, 仁富社)
- 떤안호이 사 (Xã Tân An Hội, 新安會社)
- 떤롱 사 (Xã Tân Long, 新隆社)
- 떤롱호이 사 (Xã Tân Long Hội, 新隆會社)